# Jultomtens lärling
Jultomtens Lärling är en animerad tv-serie i 50 episoder på 12 minuter och två 26 minuters episoder. Serien är skapad av Jan Van Rijsselberge.
Serien är producerad av produktionsbolaget Alphanim. I serien får vi följa pojken Nicolas, en ung föräldralös pojke från Sydney, Australien.
Nicolas jobb är att bli nästa Jultomte och tränas av nuvarande Jultomte.